# Tricholoma
Tricholoma of Ridderzwam is een geslacht van schimmels behorend tot de familie Tricholomataceae. De wetenschappelijke naam van het geslacht werd voor het eerst in 1857 geldig gepubliceerd door Friedrich Staude.

## Kenmerken
Het oppervlak van de hoed kan schilferig, vettig, droog of harig zijn. In tegenstelling tot Russula is het vlees van de ridderzwammen altijd vezelig en broos. Een sterke geur is kenmerkend voor bepaalde soorten. De steel is vlezig en broos, op enkele uitzonderingen na ringloos en nooit bolvormig aan de basis. De lamellen zijn aan de steel aangehecht. De sporenprint is wit.

## Ecologie
Ridderzwammen groeien altijd op de grond en in de buurt van bomen omdat ze mycorrhiza-soorten zijn.
Veel soorten maken vruchtlichamen in de late herfst of vroege winter.

## Soorten
- Tricholoma acerbum (Krulzoomridderzwam)
- Tricholoma aestuans (Scherpe gele ridderzwam)
- Tricholoma albobrunneum (Witbruine ridderzwam)
- Tricholoma album (Witte ridderzwam)
- Tricholoma argyraceum (Zilveren ridderzwam)
- Tricholoma atrosquamosum (Zwartschubbige ridderzwam)
- Tricholoma auratum (Oranje ridderzwam)
- Tricholoma bakamatsutake
- Tricholoma batschii (Rode ringridderzwam)
- Tricholoma cingulatum (Geringde ridderzwam)
- Tricholoma colossus (Reuzenridderzwam)
- Tricholoma columbetta (Witte duifridderzwam)
- Tricholoma equestre (Gele ridderzwam)
- Tricholoma focale (Halsdoekridderzwam)
- Tricholoma fulvum (Berkenridderzwam)
- Tricholoma gambosum
- Tricholoma huronense
- Tricholoma imbricatum (Fijnschubbige ridderzwam)
- Tricholoma inamoenum (Stinkende ridderzwam)
- Tricholoma lascivum (Vuilwitte ridderzwam)
- Tricholoma magnivelare
- Tricholoma matsutake
- Tricholoma mutabile
- Tricholoma myomyces
- Tricholoma nigrum
- Tricholoma orirubens (Blozende ridderzwam)
- Tricholoma pardinum
- Tricholoma pessundatum (Druppelvlekridderzwam)
- Tricholoma populinum (Populierridderzwam)
- Tricholoma portentosum (Glanzende ridderzwam)
- Tricholoma psammopus (Lariksridderzwam)
- Tricholoma pseudonictitans (Sparrenridderzwam)
- Tricholoma resplendens
- Tricholoma saponaceum (Zeepzwam)
- Tricholoma scalpturatum (Zilvergrijze ridderzwam)
- Tricholoma sciodes (Bitterscherpe ridderzwam)
- Tricholoma sejunctum (Streephoedridderzwam)
- Tricholoma squarrulosum (Spikkelsteelridderzwam)
- Tricholoma stans (Ribbelridderzwam)
- Tricholoma stiparophyllum (Okerwitte ridderzwam)
- Tricholoma sudum (Valse zeepzwam)
- Tricholoma sulphurescens (Geelvlekkende ridderzwam)
- Tricholoma sulphureum (Narcisridderzwam)
- Tricholoma terreum (Muisgrijze ridderzwam)
- Tricholoma tigrinum
- Tricholoma ustale (Beukenridderzwam)
- Tricholoma ustaloides (Valse beukenridderzwam)
- Tricholoma vaccinum (Ruige ridderzwam)
- Tricholoma venenatum
- Tricholoma virgatum (Scherpe ridderzwam)
- Tricholoma zangii